# Campus Solna

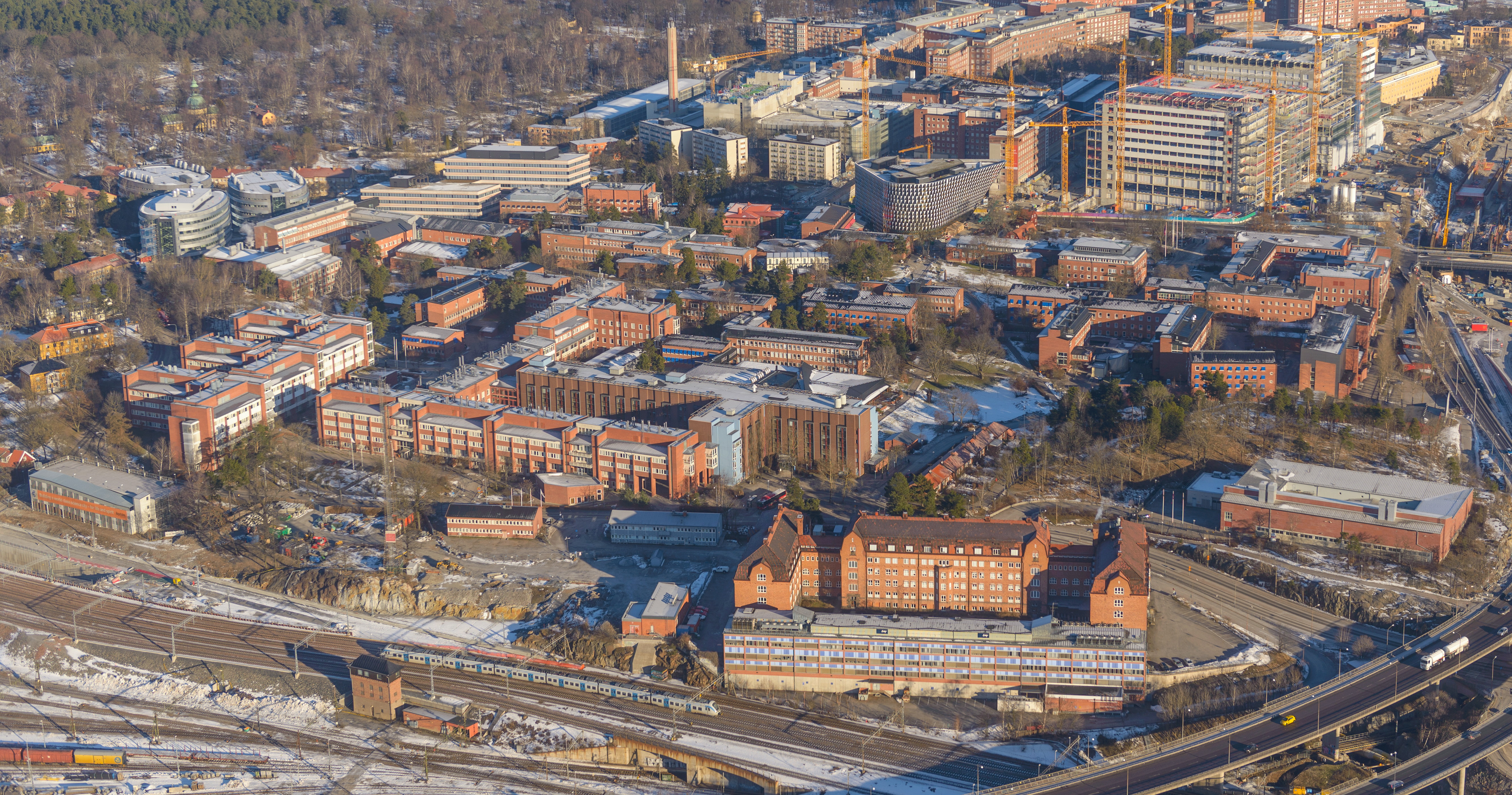
Campus Solna flygfotografi från söder i februari 2013.

Campus Solna (även kallad KI Campus Solna) är Karolinska Institutets universitetscampus vid Solnavägen i stadsdelen Haga i Solna kommun på gränsen till Stockholms kommun. På området finns ett femtiotal byggnader som till övervägande del ägs och förvaltas av Akademiska Hus. Campus Solna, utgör tillsammans med Stockholms universitet, Kungliga Tekniska Högskolan och Handelshögskolan den så kallade Vetenskapsstaden. Området utvecklades under tre utbyggnadsfaser: 1940- till 1950-talen, 1970- till 1990-talen och efter 2010. Redan på 1970-talet definierades området av Solna stad som kulturhistoriskt värdefull miljö.

## Geografiska läget
Campus Solna omfattar cirka 22 hektar mark på det så kallade Norrbackaområdet som tidigare ingått i Karlbergs slotts domäner. Området begränsas av Solnavägen i norr, av Tomteboda bangård i söder och av Norra länken i öster. Genom området sträcker sig Tomtebodavägen. Huvudvägarna inom området är uppkallade efter kända svenska vetenskapsmän och -kvinnor: Scheeles väg, Berzelius väg, Nanna Svartz väg, Retzius väg och Nobels väg. På områdets sydöstra del ligger ett större fornminne kallat Ryska vallarna.

Områdets utveckling mellen 1934 och 1996
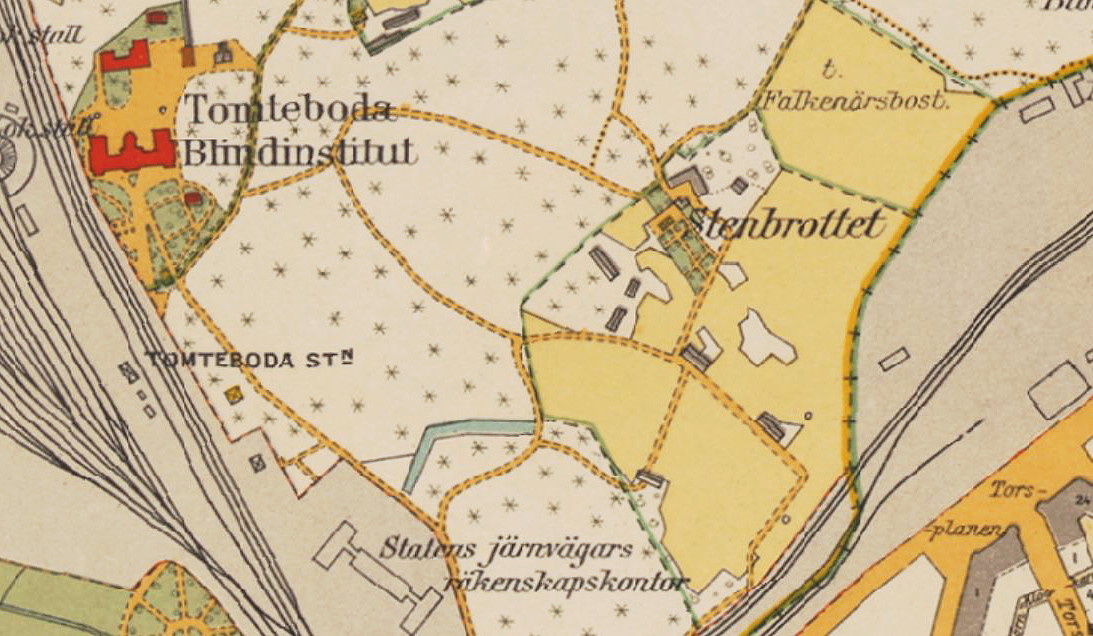
1934.
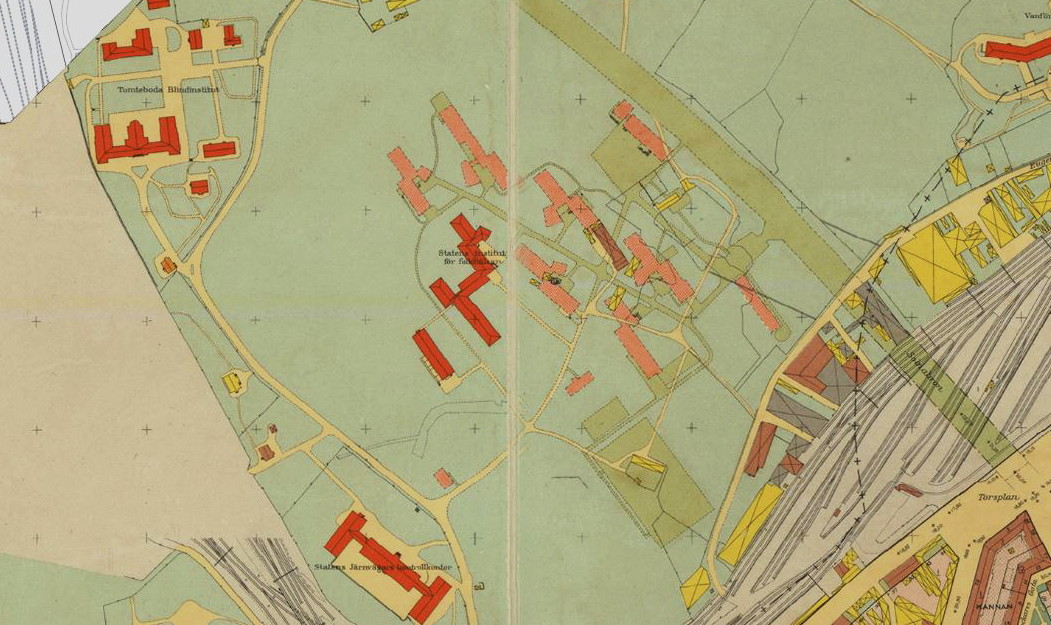
1940.
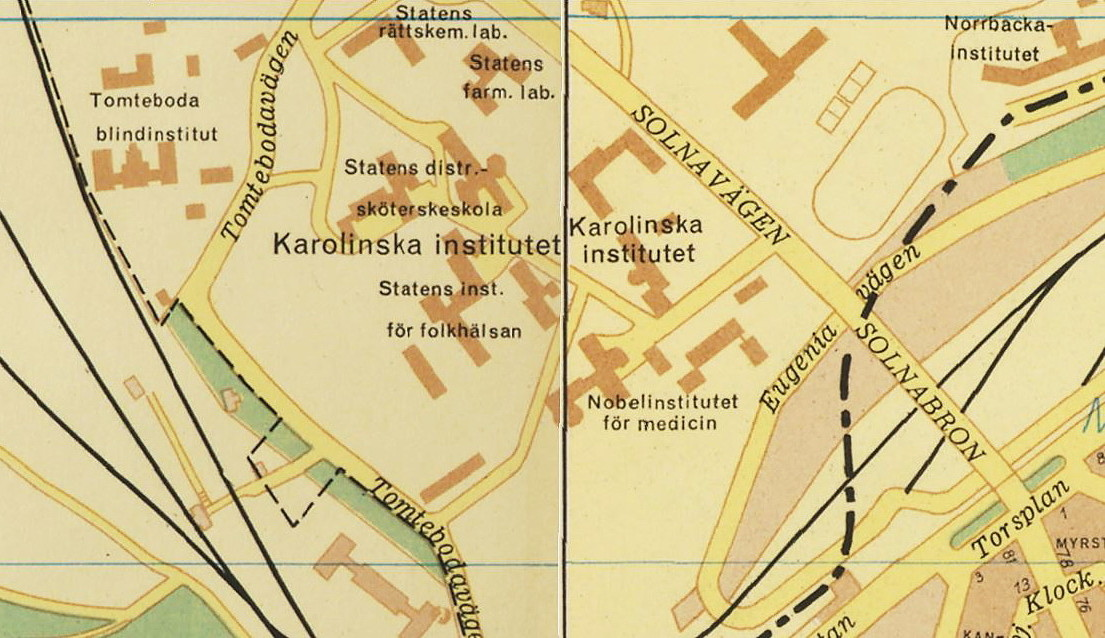
1954.
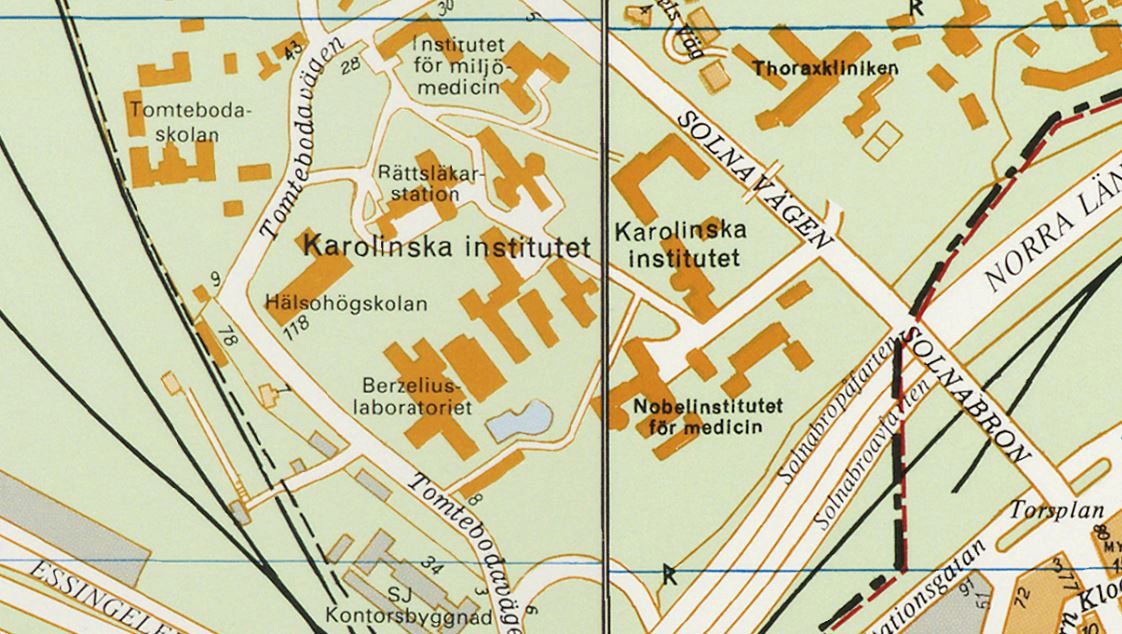
1996.

## Historik

### Tidigare bebyggelse
Den äldsta bebyggelsen är Gården Stenbrottet från 1770-talet och sedan 1947 skyddat som byggnadsminne. Den första institutionen som etablerades här var Tomtebodaskolan som byggdes efter ritningar av arkitekt Oskar Erikson och invigdes 1888. Längst i söder uppfördes Kontrollkontoret för Statens Järnvägar ritat av Folke Zetterwall och invigt 1912. Tomtebodaskolan ägs numera av Akademiska hus och ingår i verksamheten på Campus Solna medan Kontrollkontoret inhyser Nackademin och ligger utanför campus.

### Tävlingen

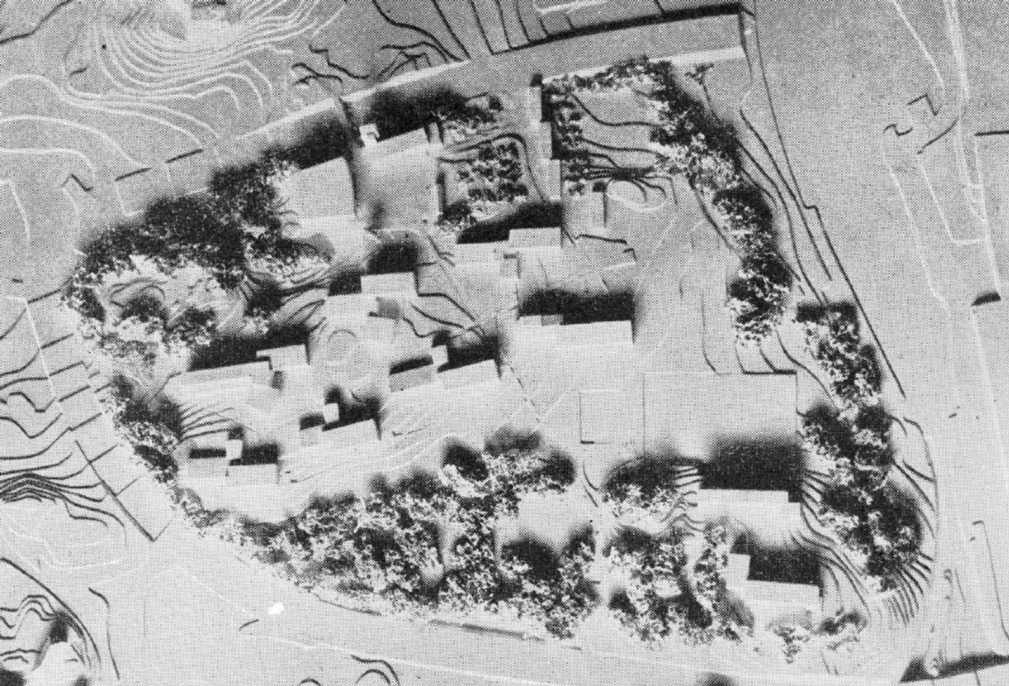
Modellen för Ture Rybergs tävlingsbidrag "Per Haps" från 1936. Solnavägen är upptill.

Grunden till dagens Campus Solna lades på 1930-talet då en arkitekttävling utlystes om byggnader för Karolinska Institutet. Tidigare hade institutet sina lokaler på Kungsholmen där lokalsituationen blivit ohållbar. 1926 kom sjukhuskommissionen med förslaget att både lokaler för Karolinska Institutet och ett nytt kliniskt sjukhus skulle uppföras på Norrbackaområdet i Solna.
Ett tävlingsprogram utarbetades, enligt vilket bebyggelsen skulle bestå av ett paviljongsystem där de olika institutionerna skulle kunna expandera oberoende av varandra. Tävlingen avslutades 1936 och vanns överlägset av arkitekt Ture Ryberg med förslaget Per Haps. Prisnämnden bedömde Rybergs bidrag enligt följande: ”Anläggningens karaktär är lyckligt träffad och byggnadernas placering utmärkes såväl av reda och klarhet som av mjuk anpassning efter terrängen”. Arkitektkollegan Arthur von Schmalensee, som kommenterande tävlingen i facktidskriften Byggmästaren, konstaterande att endast förslaget med mottot ”abc”, författat av Sigurd Lewerentz kunde mäta sig med och eventuellt överträffa Ryberg i fråga om utbyggbarhet. Lewerentz’ tävlingsbidrag var extremt och förblev obelönat.
Beträffande landskapets behandling och husens gestaltning inspirerades Rybergs vinnande förslag troligen av bebyggelsen för Århus universitet i Danmark som började uppföras på tidigt 1930-tal efter ritningar av arkitekterna Kay Fisker och C.F. Møller. Ryberg placerade bebyggelsen huvudsakligen längs ett stråk som började vid Solnavägens huvudentré och slutade vid Tomtebodavägen. Stråket motsvaras av dagens Nobels väg. Åtta institutionsbyggnaderna ställdes lätt vinklade med sina hörsalar inåt mod vägen. Genom landskapets topografi fick detta stråk en "stillsam dramatisering" som arkitekt Johan Celsing uttryckte sig 1993 i en artikel om Ture Ryberg och Karolinska Institutets byggnader i facktidskriften Arkitektur.

## Campus Solna blir till

### Första utbyggnadsfasen

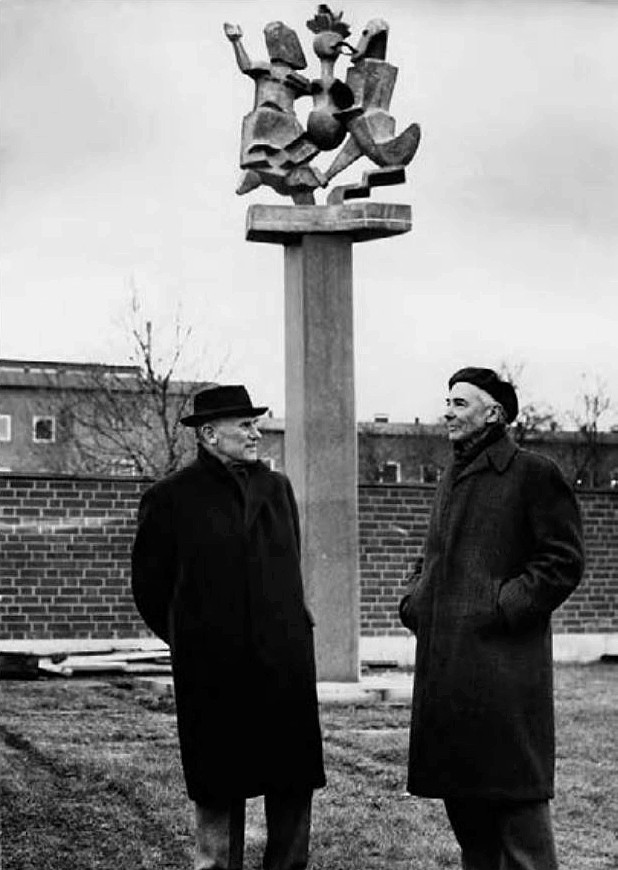
Ryberg och Eric Grate (t.h.) framför skulpturen "Det entomologiska kvinnorovet" 1958

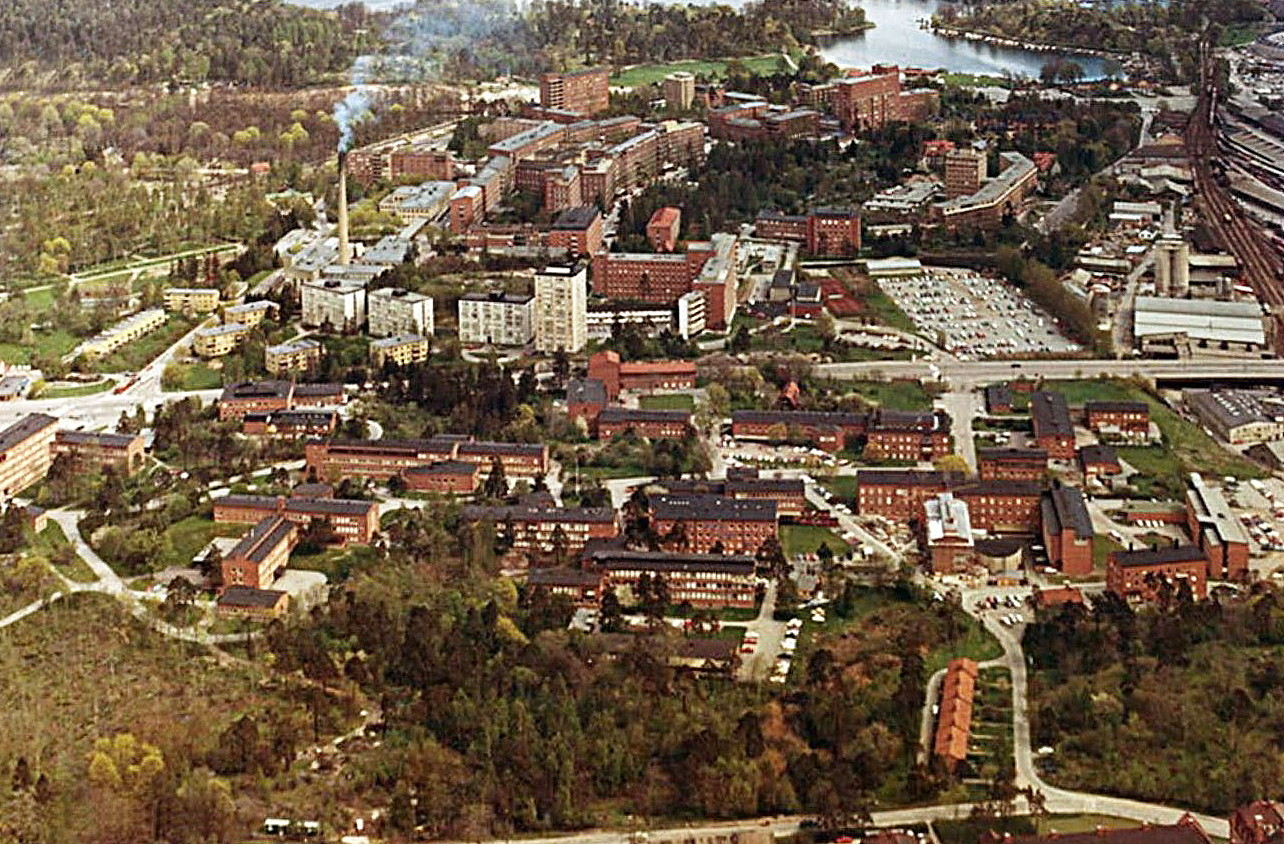
Karolinska Institutets tegelröda byggnader dominerar området efter första utbyggnadsfasen. Flygfotografi söderifrån 1968. I bakgrunden syns Karolinska sjukhusets byggnader.

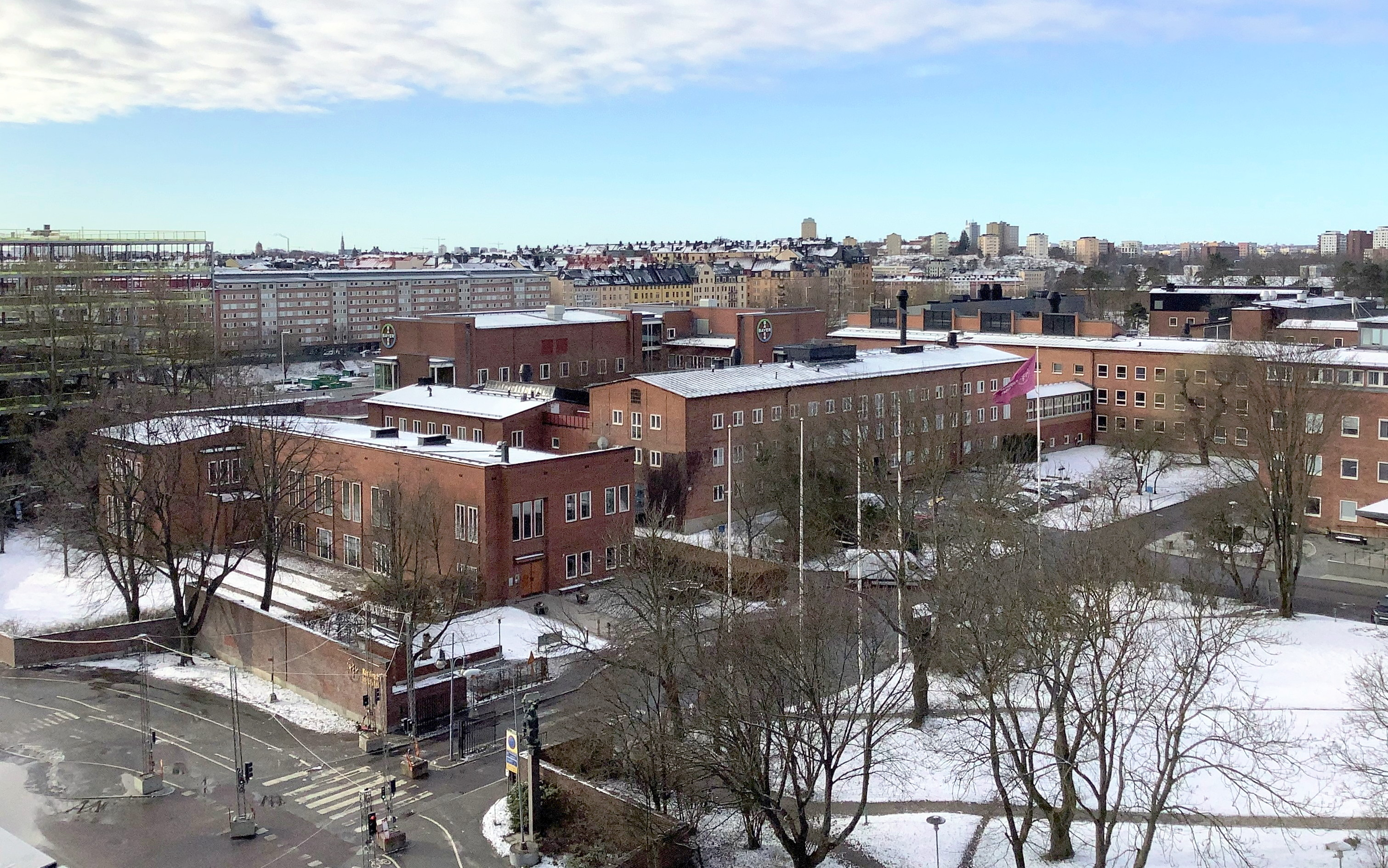
Campus Solna, huvudentré, april 2020.

För varje institution ritade Rydberg en egen byggnad bestående av två inbördes förskjutna huskroppar och en fristående hörsalsbyggnad som fick en individuell gestaltning. Administrations- och forskningsavdelningarna placerades i tvåvåningslängor medan undervisningslokalerna förlades i kopplade envåningslängor. Upplägget skulle göra det lättare för institutionerna att expandera i framtiden. Byggnaderna var noggrant inplacerade i det mjukt kuperade landskapet och naturpartier sparades efter principen hus-i-park som gav och fortfarande ger området en luftig och lummig karaktär.
Andra världskriget fördröjde byggprocessen och projektet genomgick under krigsåren rigorösa besparingsåtgärder beslutade av statsmakterna. Först i april 1945 kunde byggarbetena börja. Byggnaden för Folkhälsomyndigheten med den hygieniska institutionen uppfördes dock genom särskilt beslut tidigare. Efter kriget hade folkhemsarkitekturen med mer hantverksbetonande ideal hunnit påverka byggnadernas utseende och tävlingsförslagets  funktionalistiska arkitekturideal med ljusputsade volymer och pulpettak ändrades. Det utförda projektet blev snarlikt tävlingsförslaget, dock inte identiskt.
Fasaderna kläddes genomgående med rött murtegel och taken utfördes som svagt lutande sadeltak med obetydligt utskjutande takfot. Exteriören gavs liv genom känslig detaljbehandling, oregelbundna former och mönstermurning. Rybergs lågmälta men omsorgsfull utförda arkitektur kom att ge områdets bebyggelse en enhetlig, sammanhållande karaktär. 1955 stod den första etappen klar med kårhus, bibliotek och institutioner för bland annat anatomi, kemi, bakteriologi, miljömedicin, toxologi, rättsmedicin och tumörbiologi.
När Ryberg presenterade sitt arbete 1955 i tidskriften Byggmästaren var han bitter över att sparivern hade förvanskat hans projekt och flera byggnader omnämns som ”monument över missriktad sparsamhet”. Idag är de flesta av Rybergs byggnader grönmärkta vilket innebär ”byggnad som är särskilt värdefull från historisk, kulturhistorisk, miljömässig och konstnärlig synpunkt”.
Ryberg, hade tänkt sig någon form av konstnärlig utsmyckning utanför institutets huvudentré. Skulptören Erik Grate fick i uppdrag att inkomma med ett förslag vilket kom att bli ”Det entomologiska kvinnorovet”. Förslaget ogillades dock av Karolinska institutets ledning som menade att motivvalet ”… mera för tanken till fysiska och psykiska sjukdomars och lytens nedbrytande krafter än till läkekonstens helande förmåga…”.  Ledningen fick dock ge sig och skulpturen, uppsatt på en fyra meter hög granitpelare, pryder sedan 1958 KI:s entré.

### Andra utbyggnadsfasen

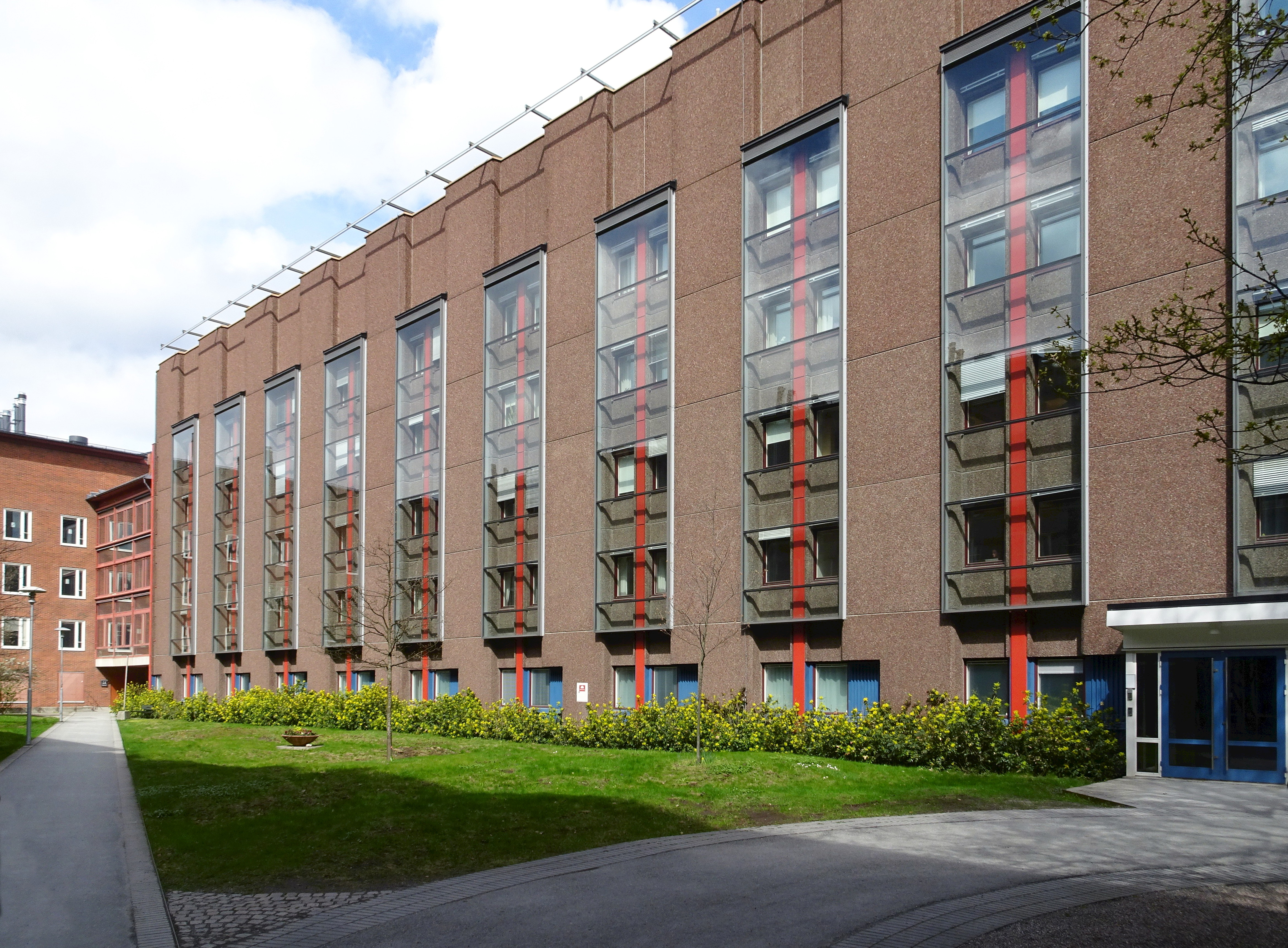
Berzeliuslaboratoriet.

Ryberg arbetade med områdets gestaltning fram till sin död 1961. Hans tegelarkitektur respekterades av senare arkitekter och blev ett vägledande stilelement vid utökningen av Karolinska institutets byggnader på campusområdet. Fram till 1970 rådde viss stiltje på nybyggnadsfronten.
År 1972 stod det första större tillskottet efter Rybergs tid färdigt; Berzeliuslaboratoriet, ritat av Ove Hidemark Göran Månsson Arkitektkontor AB genom Ove Hidemark och Göran Månsson. Byggnadens stora volym och fasadbehandling (betongelement med frilagd ballast i rödbrun kulör) avviker dock kraftigt från Rybergs finstämda tegelarkitektur. De förut slutna fasaderna lättades upp genom stora glaspartier som tillkom vid en ombyggnad av huset under åren 2002–2003.
Rött tegel som fasadmaterial återkom på 1990-talet dock i en modernare tappning och enligt tidens smak, bland dem Nobel Forum (1993), arkitekt Johan Celsing, Scheelelaboratoriet (1997), Retziuslaboratoriet (2001) och CGB Laboratoriet (2001) de tre senare ritade av Bjurström & Brodin arkitektkontor som sedan ingår 2011 i Tengbomgruppen. Längst ner i södra delen av campusområdet, söder om Ryssberget, färdigställdes 2003 ytterligare en tegelbyggnad; Astrid Fagraeuslaboratoriet ritat av Myrenbergs arkitektkontor.

### Tredje utbyggnadsfasen

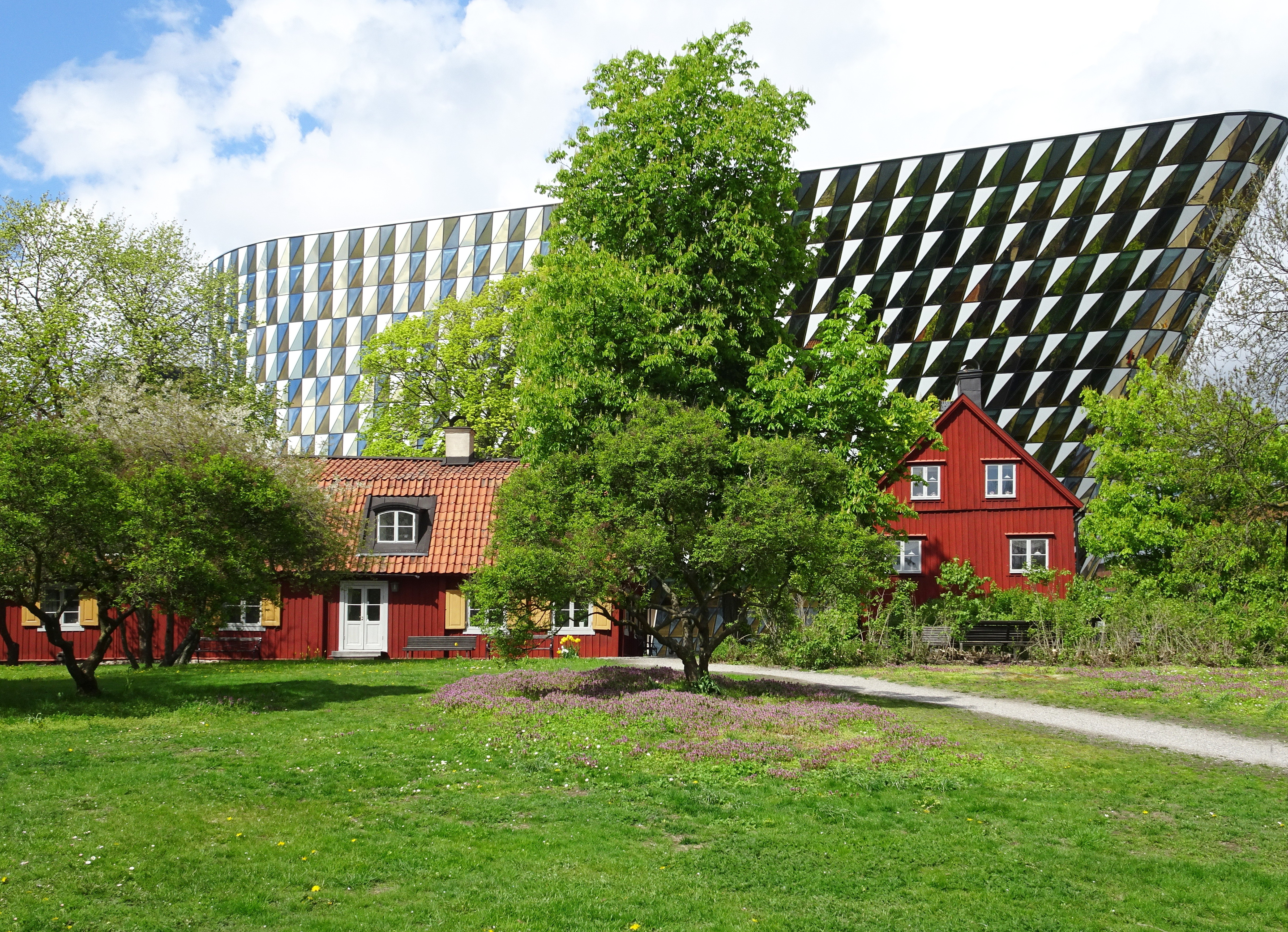
Aula Medica och Gammelgården.

Under 2010-talet har en omfattande expansion med nya byggnader mot Solnavägen genomförts som totalt avviker från arkitekt Rybergs ursprungliga arkitektur. Solnavägens östra del håller på att omvandlas till ”stadsgata” som öppnar sig mot den nya stadsdelen Hagastaden.
Här ligger vid Solnasidans södra sida ett stråk med nya institutionsbyggnader som Aula Medica (2013), arkitekt Gert Wingårdh, Biomedicum (2018), arkitekt Berg Arkitektkontor/Arkitektfirmaet C.F. Møller, Widerströmska huset (2013), KOD Arkitekter och Karolinska Institutet Science Park (2013) ritandes av SWECOs arkitekter. 
På norra sidan ligger Nya Karolinska sjukhusets byggnader från 2018 som utformades av White Tengbom Team, ett samarbete mellan Tengbom arkitekter och White arkitekter. I Campusområdets västra delar uppförs 2018–2020 forskarbostäder och markreserver finns för framtida kontor och laboratorier.

### Rivningar
Några ursprungsbyggnader har även försvunnit, bland dem dåvarande Karolinska Institutets huvudbyggnad med sitt karakteristiska boktorn som inhyste Hagströmerbiblioteket. Byggnaden var från 1946 och områdets första färdigställda hus, ritat av Ryberg och tillbyggt 1976 efter ritningar av arkitekt Peter Celsing (postumt). Byggnaden revs trots protester på hösten 2010 för att lämna plats åt Aula Medica. I byggnaden fanns Karolinska Institutets ledning och i sessionssalen sammanträdde Nobelkommittén och utsåg Nobelpriset i fysiologi eller medicin. Karolinska Institutets ledning sitter numera i Karolinska Institutets administrationsbyggnad och Nobelkommittén har sina lokaler i Nobel Forum ritat av Peter Celsings son Johan Celsing.

### Panorama

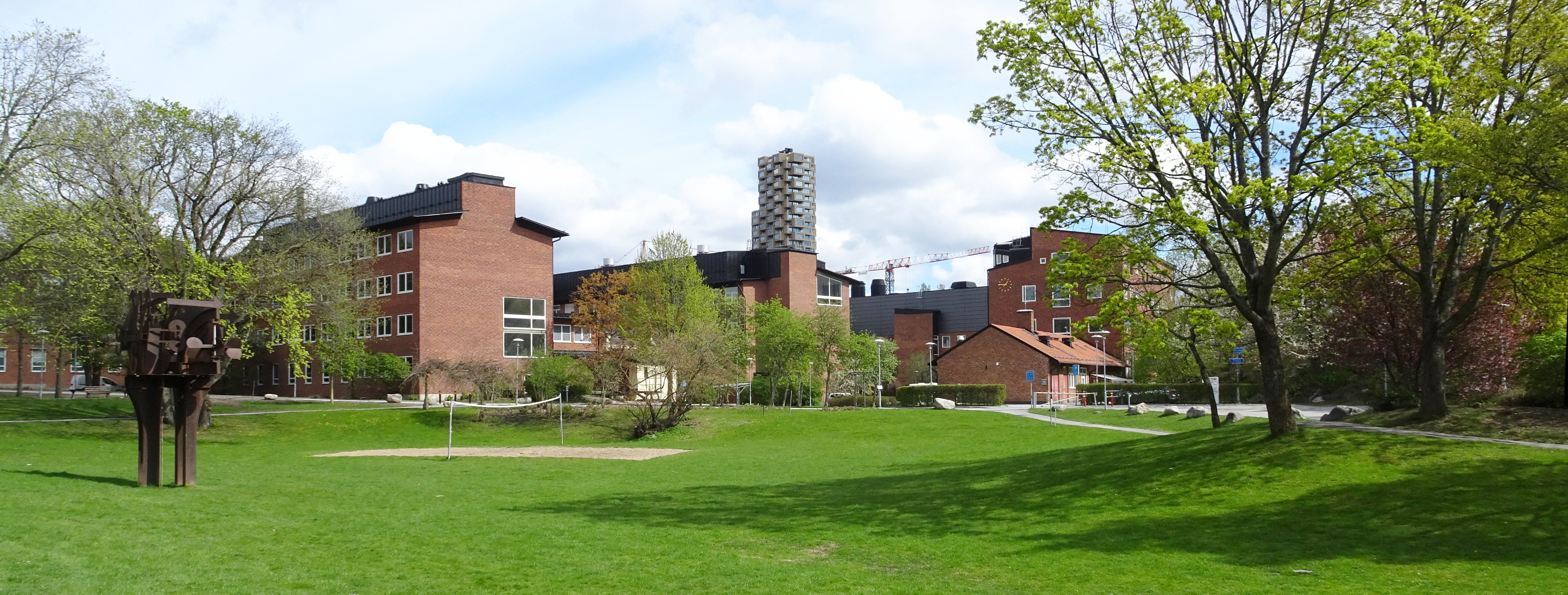
"Hus-i-park" och "lummigt landskap" präglar fortfarande Campus Solna trots många ändringar. "Pelousen" med byggnaderna för Omgivningsfysiologi (ursprungligen Flygfysiologi) i bakgrunden, ritades av arkitekt Ture Ryberg 1953. Till vänster står Per-Olof Ultvedts järnskulptur "Trasig klocka". Längst bort reser sig ett av Norra tornen på Stockholmssidan.

## Framtid
År 2017 tog Akademiska Hus tillsammans med Karolinska Institutet (KI) fram en "Campusplan 2030" som utgör ett ramverk och en vägvisare för den framtida fysiska miljön inom Campus Solna. Enligt den skall Campus Solna "utvecklas på ett långsiktigt hållbart sätt" och uppfylla Förenta Nationernas globala mål för en hållbar utveckling. Samtidigt vill man uppfylla de miljömål som Sverige har förbundits att uppnå innan år 2030. Som projektmål anges bland annat "socialt välbefinnande", "innovationsfrämjande miljöer", "arkitektur och stadsbyggnad", "ekologi och miljö" och "resurser och energi".

## Byggnader i urval
I kronologisk ordning efter byggår.
| Bild | Beteckning                         | Adress            | Arkitekt                       | Beskrivning | Koordinater                                          |
| ---- | ---------------------------------- | ----------------- | ------------------------------ | --- | ---------------------------------------------------- |
|      | Gården Stenbrottet                 | Nobels väg 2      | Okänd                          | Stenbrottet var ursprungligen torp under Karlbergs slott. Nuvarande uppfördes 1771 på initiativ av handelsmannen och bagaren Joakim Sasse. Mangården och tiondeladan samt den omgivande trädgården är lagskyddat byggnadsminne sedan 1947. I Gammelgården ligger idag kontorslokaler och konferensrum. | 59°20′53″N 18°1′41″Ö / 59.34806°N 18.02806°Ö         |
|      | Tomtebodaskolan                    | Tomtebodavägen 11 | Oskar Erikson                  | Huset uppfördes 1888 som skola för blindundervisning och har senare utökats med flera byggnader. Sedan 2005 huserar Europeiska smittskyddsmyndigheten i Tomtebodaskolans huvudbyggnad. I annexet (Granits väg 4) har Nationellt Centrum för Suicidforskning och Prevention (NASP) sina lokaler. | 59°20′55″N 18°1′10″Ö / 59.34861°N 18.01944°Ö         |
|      | Wargentinhuset                     | Nobels vägn 12    | Ture Ryberg                    | Wargentinhuset är en tidigare laboratoriebyggnad för Anatomiska och Histologiska Institutionen som ursprungligen uppfördes 1945–1946 och kallades även "Anatomen". Huset genomgick en omfattande ombyggnad 2003 och består numera av laboratorier, kontor, två hörsalar (Petrén och Atrium) samt en glasad gård. | 59°20′54.8″N 18°1′30.15″Ö / 59.348556°N 18.0250417°Ö |
|      | KI:s administration                | Nobels väg 5      | Ture Ryberg                    | Byggnaden uppfördes 1950 för kemiinstitutionen som 1997 flyttade till nybyggda lokaler i Scheelelaboratoriet och Rybergs byggnad genomgick en omfattande om- och tillbyggnad efter ritningar av Ahlsénarkitekterna. Bland annat tillkom en indragen takvåning, och den tidigare delvis igenbyggda ljusgården i hus A återställdes. Sedan dess fungerar komplexet som administrationsbyggnad för Karolinska Institutet.                                                                               | 59°20′51.6″N 18°1′40″Ö / 59.347667°N 18.02778°Ö      |
|      | Berzeliuslaboratoriet              | Berzelius väg 3   | Ove Hidemark Göran Månsson     | Byggnaden som även innehåller hörsalar och ett KI:s universitetsbibliotek stod färdig 1972. Berzeliuslaboratoriets anläggning genomgick en omfattande ombyggnad under 2002–2003. Byggnaden fick då en ny användning som studentcentrum med studentinformation, forskning och undervisning. | 59°20′49″N 18°1′24.5″Ö / 59.34694°N 18.023472°Ö      |
|      | Restaurang Jöns Jacob              | Berzelius väg 9   | Lennart Jansson arkitektkontor | I anslutning till Berzeliuslaboratoriet uppfördes 1978 restaurangen "Jöns Jacob" (uppkallad efter Jöns Jacob Berzelius). Jöns Jacob fungerar som huvudrestaurang för Campus Solna. Den paviljongliknande byggnaden ligger vid den centrala "Pelousen" och "Akademiska stråket" och har direktingång från Berzeliuslaboratoriets entréhall. | 59°20′49.2″N 18°1′27.8″Ö / 59.347000°N 18.024389°Ö   |
|      | Scheelelaboratoriet                | Scheeles väg 2    | Bjurström & Brodin             | Byggnaden uppfördes mellan 1995 och 1997 och skulle härbärgera institutionerna för medicinsk kemi, biokemi, biofysik och Institutet för miljömedicin (IMM). Laboratorierna koncipierades mycket flexibla och kan kontinuerlig anpassas till aktuell rådande situation. Det var ett nytt sätt att bygga laboratorielokaler och kom att kallas "Scheelemodellen". | 59°20′48.7″N 18°1′20.7″Ö / 59.346861°N 18.022417°Ö   |
|      | Nobel Forum                        | Nobels väg 1      | Johan Celsing                  | Byggnaden uppfördes 1993 och inrymmer lokaler för Nobelstiftelsens administration och för Nobelkommittén som årligen utser Nobelpriset i fysiologi eller medicin. Celsing gestaltade sitt hus på ett nytt sätt som var typiskt för internationell arkitektur i slutet av 1980-talet och som kallades bland annat minimalism och realism. I byggnaden finns kontor, sammanträdesrum och Wallenbergsalen.                                                                                              | 59°20′50.7″N 18°1′46.4″Ö / 59.347417°N 18.029556°Ö   |
|      | Retziuslaboratoriet                | Retzius väg 8     | Bjurström & Brodin             | Byggnaden stod färdig 2001 och ritades av samma arkitektkontor som Scheelelaboratoriet. Laboratoriebyggnaden består av sex vinkelställda, inbördes förskjutna huskroppar i fyra till fem våningar samt en hörsalsbyggnad. För laboratorierna tillämpades Scheelemodellen som prövades första gången på Scheelaboratoriet. | 59°20′52.2″N 18°1′17.8″Ö / 59.347833°N 18.021611°Ö   |
|      | CGB Laboratoriet                   | Berzelius väg 35  | Bjurström & Brodin             | Byggnaden stod färdig 2001 och ritades av samma arkitektkontor som Scheelelaboratoriet och Retziuslaboratoriet. CGB står för "Centrum för Genomik och Bioinformatik". Byggnaden består av två huskroppar benämnda A och B som är länkade till varandra via ett huvudtrapphus. Huset har fem plan med sammanlagt 3 400m² verksamhetsyta. Sedan maj 2019 har tyska läkemedelsföretaget Bayer AG sitt svenska huvudkontor i byggnaden som nu kallas "Bayerhuset".                                       | 59°20′48.6″N 18°1′44.9″Ö / 59.346833°N 18.029139°Ö   |
|      | Widerströmska huset                | Tomtebodavägen 18 | KOD Arkitekter                 | Widerströmska huset invigdes i januari 2013. Komplexet i hörnet Tomtebodagatan / Solnavägen består av två huskroppar i olika höjd vilka bland annat rymmer en hörsal, föreläsningssalar, mötesrum och omkring 500 kontorsplatser. Hyresgäster är Karolinska Institutet, Stockholms läns landsting och Folkhälsomyndigheten. Den senare har sitt ordinarie kontor intill som kan nås via en klimatskyddad gångbrygga på våning sex.                                                                   | 59°20′59.8″N 18°1′28.7″Ö / 59.349944°N 18.024639°Ö   |
|      | Aula Medica                        | Nobels väg 6      | Gert Wingårdh                  | Byggnaden med sin spektakulära utkragade glasfasad kallas även Karolinska Institutets aula, invigdes i oktober 2013 och utsågs till Årets Bygge 2014. Aulan, som har formen av en amfiteater med sittplatser för cirka 1 000 personer, kan användas för kongresser, föreläsningar, tentor och olika tillställningar som är kopplade till KI:s verksamhet. Byggnaden innehåller förutom aulan även ytor för kontor, konferenser, utställningar och utrymmen av publik karaktär.                       | 59°20′55.1″N 18°1′38.9″Ö / 59.348639°N 18.027472°Ö   |
|      | Karolinska Institutet Science Park | Tomtebodavägen 23 | SWECO                          | Komplexet består av tre volymer kallade "Alfa", "Beta" och "Gamma" som invigdes mellan 2010 och 2013. Arkitekterna ritade tre volymer med elliptisk planform och i sju våningar vardera. De sammanlänkas av en gemensam entrébyggnad "Delta". Förutom forskningslokaler med omkring 800 arbetsplatser innehåller KISP bland annat café, reception med vaktmästeri, personalutrymmen och en konferensavdelning. Hyresgäster är bland andra Swedish Orphan Biovitrum (Sobi) och Karolinska Institutet. | 59°21′1.6″N 18°1′22.4″Ö / 59.350444°N 18.022889°Ö    |
|      | KM Biomedicum                      | Solnavägen 9      | Tengbom arkitekter             | KM Biomedicum stod färdigt i maj 2018 och ligger mellan Biomedicum och Widerströmska huset. KM står för "Komparativ Medicin" som rör forskning med djurförsök. KM Biomedicum är KM:s största anläggning för smågnagare. Byggnaden har sju våningar och sex specialenheter. Inomhus finns en direktgång till Biomedicum och därifrån finns en glasad förbindelsebrygga över Solnavägen till Bioclincum på sjukhussidan.                                                                               | 59°20′57.9″N 18°1′29.5″Ö / 59.349417°N 18.024861°Ö   |
|      | Biomedicum                         | Solnavägen 9      | Berg / Møller                  | Biomedicum stod färdigt i november 2018 och ligger mellan Aula Medica och Widerströmska huset. Komplexet består av fyra byggnadsvolymer benämnda A, B, C och D. De grupperar sig kring en klimatskyddad centralhall, kallad Atrium. Biomedicum är ett av Europas största laboratorier med en bruttoarea om drygt 82 000 kvadratmeter (BTA) och med plats för över 1 600 forskare och övrig personal. Huset belönades 2018 med arkitekturpriset Årets Bygge.                                          | 59°20′56.8″N 18°1′33.9″Ö / 59.349111°N 18.026083°Ö   |